# Фигейра, Гильем
Гильем Фигейра, или Гильом Фигейра, (окс. Guilhem Figueira) — лангедокский трубадур из Тулузы, служивший при дворе императора Священной Римской империи Фридриха II в 1230-х годах. Был близко знаком с Аймериком де Пегильяном и Гуиллемом Огиром Новеллой. Автор гимна «Сирвента против Рима» и других сирвент, критикующих католическую церковь за Альбигойские крестовые походы.

## Биография
Сын портного и сам портной по профессии, Гильем был изгнан со своей родины во время Альбигойского крестового похода и нашёл убежище в Ломбардии, откуда он отправился ко двору Фридриха. В Италии вместе с Аймериком, также изгнанником, Гильем стал одним из основателей трубадурской традиции оплакивания «старых добрый дней» Лангедока до крестового похода. Их ломбардские последователи продолжили использовать окситанский язык и только ко времени Данте Алигьери появилась значительная литература на местном итальянском.
В 1228 году Гильем отверг эффективность выдаваемых за участие в крестовых походах индульгенций и обвинил в смерти «хорошего» короля Людовика VIII, погибшего от дизентерии при осаде Авиньона, индульгенцию, которая заставила его покинуть безопасный Париж. Наиболее известная работа Гильема, «Сирвента против Рима» (лат. Sirventes contra Roma, оригинальный заголовок — окс. D’un sirventes far), резко критиковавшая католическую церковь, была написана во время осады Тулузы войсками крестоносцев в 1229 году. Они были поставлены на мотив известного гимна Богородицы, а потому были запоминающимися для народа.
Гильем критиковал католическую церковь не только за Альбигойской крестовый поход и Резню в Безье, но и за поражения четвёртого и пятого крестовых походов, папский империализм и моральное разложение духовенства. Он называл жадность причиной крестовых походов, направленных, по его мнению, против православных греков, братьев-христиан. Пение сирвент Фигейры было запрещено тулузской инквизицией, хотя обвинение в 1274 году тулузского горожанина в знании Roma tricharitz ссылалось не на третий стих сирвент Фигейры, а на написанную на вернакулярном языке La Bible. Основываясь на языке произведений Фигейры, вроде называния Рима «матерью прелюбодеяния» (лат. matrem fornicationem), даже современные исследователи называют его еретиком.
В 1229 или 1230 году Гильем бежал в Италию, где он мог свободно критиковать папство. Он ругал папу римского за крестовых поход против Фридриха II, его нового покровителя, и призывал к миру во всём христианском мире для содействия крестовым походам в Святую землю. В одной из ранних работ, Totz hom qui ben comensa e ben fenis, датируемой 1215—1220 годами, Гильем призывает Фридриха принять участие в крестовом походе.
Среди дошедших до наших дней работ Фигейры — сирвенты Nom laissarai per paor (после 1216 года), критикующая ложное проповедование католической церкви, и Del preveire maior, призывающая папу римского к миру между собой и крестовому походу против захвативших в 1244 году Иерусалим хорезмийцев.